# Bram Smallenbroek
Bram Smallenbroek (Arnhem, 27 februari 1987) is een Nederlands langebaanschaatser die gespecialiseerd is op de middenafstanden. Smallenbroek trainde bij het Gewest Friesland en maakte sinds 2011 deel uit van 1nP. Hij is lid van STG de Preamkeskouwers.
In 2010 besloot Smallenbroek te stoppen met schaatsen op topniveau om vervolgens een jaar later zijn comeback te maken, maar dan namens Oostenrijk.

## Biografie
Smallenbroek groeide op in Lemmer. Tegenwoordig woont hij in Heerenveen. Zijn eerste NK afstanden schaatste hij bij het NK 2009 in Heerenveen. Hij werd 13e op de 1000 meter. Later dat seizoen wist hij zich ook te plaatsen voor het NK sprint in Groningen waar hij 22e werd. Bij het NK sprint op Kardinge in Groningen reikte hij tot een 19e plaats. Ook plaatste hij zich in 2010 voor het NK Allround, waar hij 14de werd. Hierna liet Smallenbroek zich naturaliseren en reed hij een jaar geen wedstrijden.
In juni 2011 besloot Smallenbroek in het seizoen 2011/2012 voor Oostenrijk wedstrijden te gaan schaatsen. Als schaats-Oostenrijker kan Smallenbroek op internationaal niveau wedstrijden rijden. Naast Anna Rokita en enkele junioren waaronder Vanessa Bittner is er geen nationaal team. Daarom is Smallenbroek onderdeel van de allroundploeg 1nP. Op 18 december 2011 werd hij Oostenrijks kampioen allround. In de zomer van 2012 maakt hij voor Schaatsen.nl de video-serie Es lebe der Sport (lang leve de sport). Daarin laat hij zien wat schaatsers allemaal moeten doen en laten om tot topprestaties te komen. Voor seizoen 2012/2013 maakt Smallenbroek de overstap naar Team CBA van Peter Mueller. Op 1 december 2012 behaalde Smallenbroek zijn eerste wereldbekerpunten, tijdens de derde wereldbekerwedstrijd in Astana op de 1500 meter. Op die afstand wist hij zich te plaatsen voor de Olympische Winterspelen in Sotsji, echter verkreeg hij geen Oostenrijks paspoort. Na zeven jaar zou Smallenbroek die automatisch verkrijgen, waardoor voor Pyeongchang in 2018 sowieso aan die voorwaarde zou worden voldaan. Deelname is echter niet gelukt en Smallenbroek stopte na seizoen 2014/2015.

## Persoonlijke records
| Afstand      | Tijd     | Datum            | Baan           |
| ------------ | -------- | ---------------- | -------------- |
| 500 meter    | 36,52    | 2 november 2013  | Calgary        |
| 1000 meter   | 1.09,76  | 16 november 2013 | Salt Lake City |
| 1500 meter   | 1.45,95  | 15 november 2013 | Salt Lake City |
| 3000 meter   | 3.44,03  | 2 november 2013  | Calgary        |
| 5000 meter   | 6.31,33  | 7 maart 2015     | Calgary        |
| 10.000 meter | 14.53,44 | 23 december 2012 | Innsbruck      |

## Resultaten
| Jaar | NK Afstanden | NK Sprint | NK Allround | EK Allround | WK Allround | WK Sprint | WK Afstanden   |
| ---- | ------------ | --------- | ----------- | ----------- | ----------- | --------- | -------------- |
| 2009 | 13e 1000m    | 22e       |             |             |             |           |                |
| 2010 |              | 19e       | 14e         |             |             |           |                |
| 2011 |              |           |             | -           |             |           |                |
| 2012 |              |           |             | NC15        |             | 31e       |                |
| 2013 |              |           |             | NC16        | NS2         | NC35      |                |
| 2014 |              |           |             | NC20        | NC15        |           |                |
| 2015 |              |           |             | NC14        | NC18        |           | 24e massastart |